# 墺土戦争 (1716年-1718年)
墺土戦争（おうとせんそう、英語: Austro-Turkish War, 1716年 - 1718年）は、18世紀にオーストリア（ハプスブルク君主国）とオスマン帝国が東ヨーロッパ・バルカン半島のセルビアを主戦場として衝突した戦争である。

## 経過

### 開戦まで
1683年の第二次ウィーン包囲及び翌1684年から1699年までの大トルコ戦争を経てカルロヴィッツ条約が結ばれて以降、両国の間に戦闘はなく平和な時期が続いた。オーストリアハプスブルク家は、スペイン継承戦争（1701年 - 1714年）の渦中にあったことも、その理由の一つである。
しかし、オスマン帝国はスルタン・アフメト3世の治世で対外戦争に乗り出し、1710年にピョートル1世のロシア・ツァーリ国相手に大北方戦争のプルート川の戦いで勝利する。さらに1711年のプルト条約でアゾフを取り戻し、1714年にヴェネツィア共和国とペロポネソス半島を巡り戦争が始まった（オスマン・ヴェネツィア戦争）。オーストリアは、カルロヴィッツ条約に基づきヴェネツィア側に立たねばならず、またトルコのダルマチア侵攻により脅威を受けた。
フランス王ルイ14世が1715年9月1日に崩御し、西仏の影響力が低下したことや、ロシアの進出の可能性が少ないこともあり、オーストリアは1716年5月に宣戦布告した。
戦争に向けた準備は1715年からオーストリア軍総司令官のプリンツ・オイゲンが中心として進めていた。オーストリアは神聖ローマ帝国諸侯とローマ教皇クレメンス11世からの資金援助と援軍派遣を受けていた他、1716年にイギリスと同盟を結び背後のスペインを牽制、バルカン半島出兵への準備を整えていった。
一方のオスマン帝国もイェニチェリとスィパーヒーや周辺国の軍勢を動員してオーストリアを迎え撃つ体勢を打ち立て、ベオグラードを中心に守備を固めていった。

### オイゲン公の活躍
1716年7月、オイゲン公を司令官としたオーストリア軍は首都ウィーンを出発、ドナウ川に沿ってバルカン半島の南へ進軍し、7月9日にフタクに着任した。スペイン継承戦争終結後、オーストリア軍は縮小していたため、ハンガリー方面には8万名の兵力となっていた。
一方オスマン帝国側は、大宰相でアフメト3世の娘婿であるシラーダーリ・ダマト・アリ・パシャが15万の軍勢でベオグラードに在った。これが北上して、ベオグラードへの前線基地となるペーターヴァルダインを包囲した。
8月2日、カルロヴィッツ付近でオーストリア軍の前衛とトルコ軍1万名が交戦した。オーストリア軍はペーターヴァルダイン要塞まで撤退できずトルコに捕捉され、トルコ軍は要塞前に塹壕を掘って攻略の構えを見せた。オイゲン公の本隊は、8月4日にペーターヴァルダインに到着すると、翌5日朝から守備部隊の援護と合わせて反撃に転じ、オスマン帝国軍を撃破した（ペーターヴァルダインの戦い）。
ベオグラード包囲に必要な船が不足していたため、オーストリアは軍を北へ向けてティサ川を北上。トランシルヴァニアへ進軍し、10月13日にテメシュヴァールを落とし（テメシュヴァール包囲戦）た。こうしてドナウ北岸制圧を完了し、11月にウィーンへ引き上げた。
アリ・パシャはペーターヴァルダインの戦いで戦死したため、ハジ・ハリル・パシャが後任の大宰相に就任してオスマン帝国軍の再編成に追われた。
翌1717年5月、オイゲン率いるオーストリア軍は再びバルカン半島を南下。5月21日にフタクに到着し、艦隊をテメシュ川に向かわせて6月15日からオスマン帝国の常備歩兵軍団（イェニチェリ）に攻撃を開始すると、トルコ軍はベオグラードに撤退した。
6月からベオグラード包囲戦を開始した。ベオグラードはドナウ川と支流のサヴァ川に囲まれた包囲困難な都市であり、オーストリア軍はガレー船を中心とした艦隊を包囲網に加え、船橋として活用してペーターヴァルダインとの補給路を確保、同時にベオグラードへ砲撃した。同市は6月30日までに、甚大な被害を受けた。
ハリル・パシャはベオグラードの救援に向かい、7月末にはベオグラード南方の丘に布陣し、さらに砲兵を進出させ、サヴォ川を挟み、オイゲン公率いるオーストリア軍と対峙した。8月にオーストリア包囲軍へ砲撃して多数の被害を出し、さらに包囲軍は赤痢が流行して6万人に減少し、崩壊の危機が迫った。ウィーンからは撤退の指示もあった。
しかし、オイゲンは起死回生を賭けて8月16日の朝に救援軍を奇襲、短時間で救援軍を敗走させベオグラードも降伏させた。

### 終結とその後の影響
ベオグラード陥落後の11月にオーストリア軍は帰国、オイゲンはヨーロッパ各国で英雄と称えられた。しかし、スペインが不穏な動きを見せたためオーストリアはオスマン帝国との和睦交渉を始め、1718年にパッサロヴィッツ条約を締結した。
オーストリアはベオグラードとティミショアラを含む北セルビアとバナトの大部分及びオルテニアを獲得、オスマン帝国はバルカン半島において後退したが、ヴェネツィアからペロポネソス半島のモレアを獲得、ヴェネツィアは事実上ペロポネソス半島を失った。
戦後、スペインがかつて領有していたオーストリア領イタリアの奪還を図り四国同盟戦争を勃発させると、オーストリアはイギリスと共にスペインと戦うことになる。また、荒廃した占領地の復興にドイツ人入植を奨励、トランシルヴァニアは経済的に発展していった。しかし、これはまた、ハプスブルク家領の多民族化、非ドイツ化といった問題を生起させた。